# Паукообразные

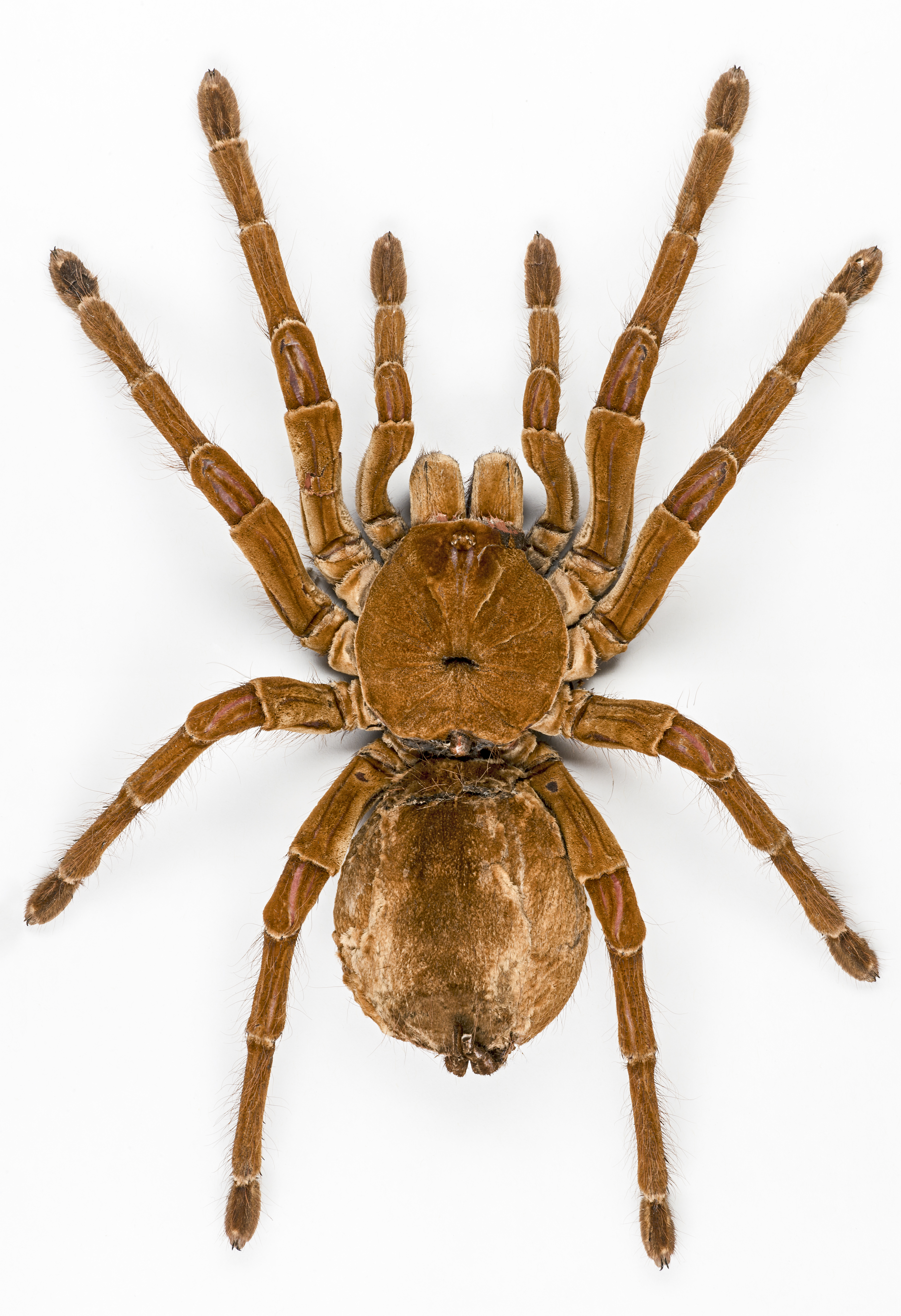
Терафоза Блонда может достигать 25 см в размахе ног

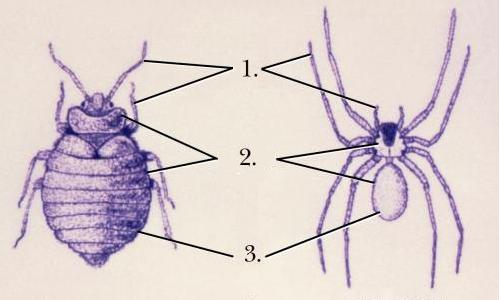
Основные особенности паукообразных (слева постельный клоп; справа коричневый паук отшельник) : конечности (1), сегментированное тело (2), покров (3)

Паукообра́зные, или арахниды (лат. Arachnida), — класс членистоногих из подтипа хелицеровых (Chelicerata). Наиболее известные представители: пауки, скорпионы, клещи́. В настоящее время учёными описано более 114 тыс. видов паукообразных (включая 1,8 тыс. ископаемых видов), большинство которых составляют пауки (более 44 тыс. видов) и клещи (более 55 тыс. видов).
Латинское название паукообразных происходит от греческого ἀράχνη «паук» (существует также миф об Арахне, которую богиня Афина превратила в паука). Наука о паукообразных называется арахнология.
Паукообразные распространены повсеместно и преимущественно являются наземными обитателями, хотя среди клещей широко встречаются виды, населяющие как пресные водоёмы, так моря и океаны. По типу питания в основном относятся к хищникам.

## Строение

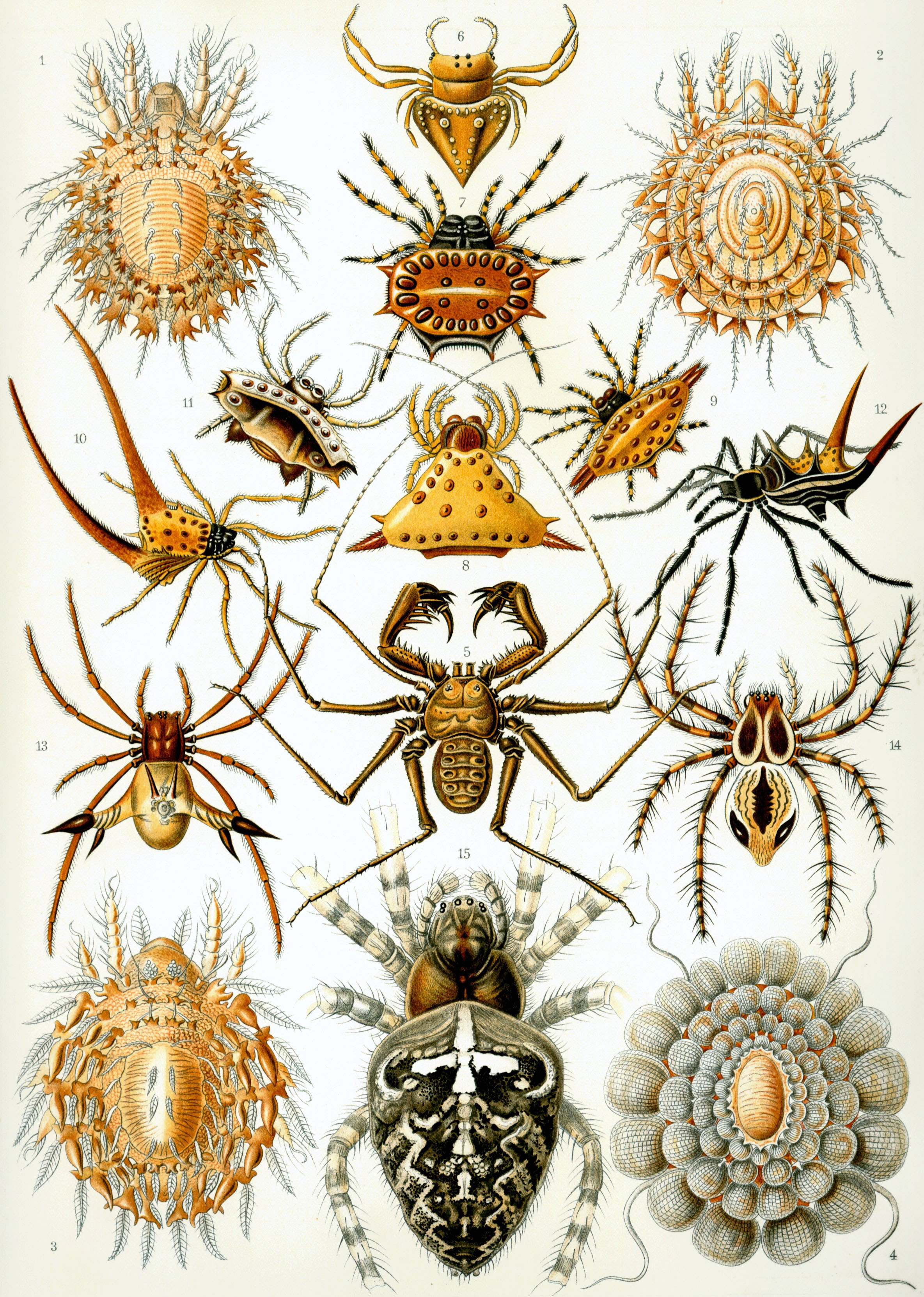
Иллюстрация из книги Kunstformen der Natur
Эрнста Геккеля (1904).
1. Protocepheus hericius;
2. Cepheus latus;
3. Cepheus cepheiformis;
4. Tereticepheus palmicinctum;
5. Phrynichus reniformis / P. ceylonicus;
6. Gnolus cordiformis;
7. Gasteracantha cancriformis;
8. Acrosomoides acrosomoides;
9. Gasteracantha geminata;
10. Macracantha arcuata;
11. Gasteracantha cancriformis
(=Acrosoma hexacanthum);
12. Micrathena schreibersi;
13. Micrathena furcata;
14. Oxyopes ramosus;
15. Araneus diadematus.

Размеры паукообразных варьируют от сотен микрон (некоторые клещи) до нескольких сантиметров. Длина тела аранеоморфных пауков и сенокосцев обычно не превышает 2—3 см. Наиболее крупные представители класса (скорпионы, сольпуги и жгутоногие) могут достигать 20 см в длину. Ещё большими размерами обладают некоторые пауки-птицееды.
Традиционно в теле паукообразных выделяют два отдела — просому (головогрудь) и опистосому (брюшко). Просома состоит из 6 сегментов, несущих по паре конечностей: хелицеры, педипальпы и четыре пары ходильных ног. У представителей разных отрядов строение, развитие и функции конечностей просомы различаются. В частности, педипальпы могут использоваться как чувствительные придатки, служить для захвата добычи (скорпионы), выступать в качестве копулятивных органов (пауки). У ряда представителей одна из пар ходильных ног не используется для передвижения и берёт на себя функции органов осязания.
Большинство паукообразных не имеет мышц в дистальных отделах конечностей, поэтому для движения используется давление гемолимфы (пауки, телифоны). У скорпионов и лжескорпионов мускулы способны сгибать одновременно два сустава.
Сегменты просомы плотно соединены друг с другом, у некоторых представителей их спинные стенки (тергиты) сливаются между собой образуя карапакс. У сольпуг слившиеся тергиты сегментов образуют три щитка: пропельтидий, мезопельтидий и метапельтидий.
Опистосома исходно состоит из 13 сегментов, первые семь из которых могут нести видоизменённые конечности: лёгкие, гребневидные органы, паутинные бородавки или половые придатки. У многих паукообразных сегменты просомы сливаются друг с другом, вплоть до потери внешней сегментации у большинства пауков и клещей.

### Покровы
Паукообразные несут относительно тонкую хитиновую кутикулу, под которой находится гиподерма и базальная мембрана. Кутикула предохраняет организм от потери влаги при испарении, поэтому паукообразные заселили самые засушливые районы земного шара. Прочность кутикуле придают белки, инкрустирующие хитин.

### Органы дыхания
Органами дыхания служат трахеи (у фаланг, лжескорпионов, сенокосцев и некоторых клещей) или так называемые легочные мешки (у скорпионов и жгутоногих), иногда те и другие вместе (у пауков); у низших же паукообразных обособленных органов дыхания не имеется; эти органы открываются наружу на нижней стороне брюшка, реже — и головогруди, одной или несколькими парами дыхательных отверстий (стигм).
Легочные мешки являются более примитивными структурами. Считается, что они произошли в результате видоизменения брюшных конечностей в процессе освоения наземного образа жизни предками паукообразных, при этом конечность впятилась в брюшко. Легочный мешок у современных паукообразных представляет собой углубление в теле, его стенки образуют многочисленные листовидные пластинки с обширными лакунами, заполненными гемолимфой. Через тонкие стенки пластинок происходит газообмен между гемолимфой и воздухом, поступающим в легочный мешок через отверстия дыхалец, расположенных на брюшке. Легочное дыхание имеется у скорпионов (четыре пары легочных мешков), жгутоногих (одна или две пары) и низкоорганизованных пауков (одна пара).
У лжескорпионов, сенокосцев, сольпуг и некоторых клещей органами дыхания служат трахеи, а у большинства пауков (кроме самых примитивных) одновременно имеются и лёгкие (сохраняется одна — передняя пара) и трахеи. Трахеи представляют собой тонкие ветвящиеся (у сенокосцев) или неветвящиеся (у лжескорпионов и клещей) трубочки. Они пронизывают внутри тело животного и открываются наружу отверстиями стигм на первых сегментах брюшка (у большинства форм) или на I сегменте груди (у сольпуг). Трахеи лучше приспособлены к воздушному газообмену, чем лёгкие.
У некоторых мелких клещей специализированные органы дыхания отсутствуют, у них газообмен осуществляется, как и у примитивных беспозвоночных, через всю поверхность тела.

### Кровеносная система
Кровеносная система не замкнутая, представлена кровеносными сосудами, имеющими собственные стенки, и системой лакун, или синусов, — полостей между органами. Пульсирующий спинной сосуд — сердце — помещается в брюшке и имеет форму трубки, в стенках которой имеются кольцевые мышцы и три пары щелевидных отверстий — остий, снабженных клапанами. Вперёд от сердца отходит передняя аорта, ветвящаяся на артерии, по бокам — несколько пар артерий, назад — задняя аорта из артерий кровь изливается в систему лакун. Омывая все органы, кровь попадает затем в окололёгочный синус, обогащается кислородом, возвращается в перикардиальный синус и через остии в сердце.

### Нервная система и органы чувств
Нервная система паукообразных отличается разнообразием строения. Общий план её организации соответствует брюшной нервной цепочке, однако имеется ряд особенностей. В головном мозге отсутствует дейтоцеребрум, что связано с редукцией придатков акрона — антеннул, которые иннервируются этим отделом мозга у ракообразных, многоножек и насекомых. Сохраняются передний и задний отделы головного мозга — протоцеребрум (иннервирует глаза) и тритоцеребрум (иннервирует хелицеры).
Ганглии брюшной нервной цепочки часто концентрируются, образуя более или менее выраженную ганглиозную массу. У сенокосцев и клещей все ганглии сливаются, образуя кольцо вокруг пищевода, однако у скорпионов сохраняется выраженная брюшная цепочка ганглиев.
Органы чувств у паукообразных развиты по-разному. Наибольшее значение для пауков имеет осязание. Многочисленные осязательные волоски — трихоботрии — в большом количестве рассеяны по поверхности тела, особенно их много на педипальпах и ходильных ногах. Каждый волосок подвижно прикреплен ко дну специальной ямки в покровах и соединен с группой чувствительных клеток, которые находятся у его основания. Волосок воспринимает малейшие колебания воздуха или паутины, чутко реагируя на происходящее, при этом паук способен по интенсивности колебаний различать природу раздражающего фактора.
Органами химического чувства служат лировидные органы, которые представляют собой щели в покровах длиной 50—160 мкм, ведущие в углубление на поверхности тела, где находятся чувствительные клетки. Лировидные органы рассеяны по всему телу.
Органами зрения паукообразных являются простые глаза, количество которых у разных видов варьирует от 2 до 12. У пауков они расположены на головогрудном щите в виде двух дуг, а у скорпионов одна пара глаз располагается спереди и ещё несколько пар — по бокам. Несмотря на значительное количество глаз, зрение у паукообразных слабое. В лучшем случае они способны более или менее отчётливо различать предметы на расстоянии не более 30 см, а большинство видов — и того меньше (например, скорпионы видят только на расстоянии нескольких сантиметров). Для некоторых бродячих видов (например, пауков-скакунов) зрение более важно, поскольку с его помощью паук высматривает добычу и различает особей противоположного пола.

### Пищеварительная и выделительная системы
Пищеварительная система состоит из передней, средней и задней кишки. Передняя кишка представлена глоткой, которая, суживаясь, проникает сквозь центральную нервную массу и переходит в сосательный желудок.
Глотка выстлана кутикулой, стенки сосательного желудка образованы четырьмя кутикулярными пластинками, к которым прикрепляются мощные радиальные мышцы. Этот орган служит для высасывания жертвы. В глотку близ ротового отверстия открываются небольшие железы, расположенные в основаниях педипальп и верхней губы и обычно называемые слюнными. Средняя кишка в головогруди имеет пять пар железистых слепых выростов, из которых четыре пары загнуты на брюшную сторону и проникают в полости тазиков ног. Секрет околоротовых желез и слепых отростков обладает протеолитическими свойствами (интенсивно растворяет белки); он вводится в жертву, превращая её содержимое в полужидкую кашицу, которая всасывается, то есть у паука наблюдается частичное внекишечное пищеварение.
В брюшке средняя кишка дугообразно изогнута, и в неё открываются несколько пар ветвящихся слепых железистых придатков, которые плотной массой заполняют верхнюю половину полости брюшка. Это так называемая печень, которая выделяет пищеварительные ферменты и служит для всасывания питательных веществ. В печени пища частично переваривается и внутриклеточно. Средняя кишка переходит в небольшую заднюю, образующую расширение — ректальный пузырь. На границе средней и задней кишок открываются трубчатые выделительные органы — мальпигиевы сосуды. Остатки пищи и секрет мальпигиевых сосудов скапливаются в ректальном пузыре и выводятся через прямую кишку, которая открывается на анальном бугорке. Средняя кишка и мальпигиевы сосуды образуются в эмбриональном развитии из энтодермального зачатка, передняя и задняя кишки — из эктодермы.

### Половые органы
Все паукообразные раздельнополы и в большинстве случаев демонстрируют ярко выраженный половой диморфизм. Половые отверстия располагаются на втором сегменте брюшка (VIII сегмент тела). Большинство откладывает яйца, но некоторые отряды живородящие (скорпионы, бихорхи, жгутоногие).
Для некоторых представителей класса характерен партеногенез.

### Специальные органы
Некоторые отряды имеют специальные органы.
- ядоносный аппарат — скорпионы и пауки
- прядильный аппарат — пауки и лжескорпионы.

## Среда обитания

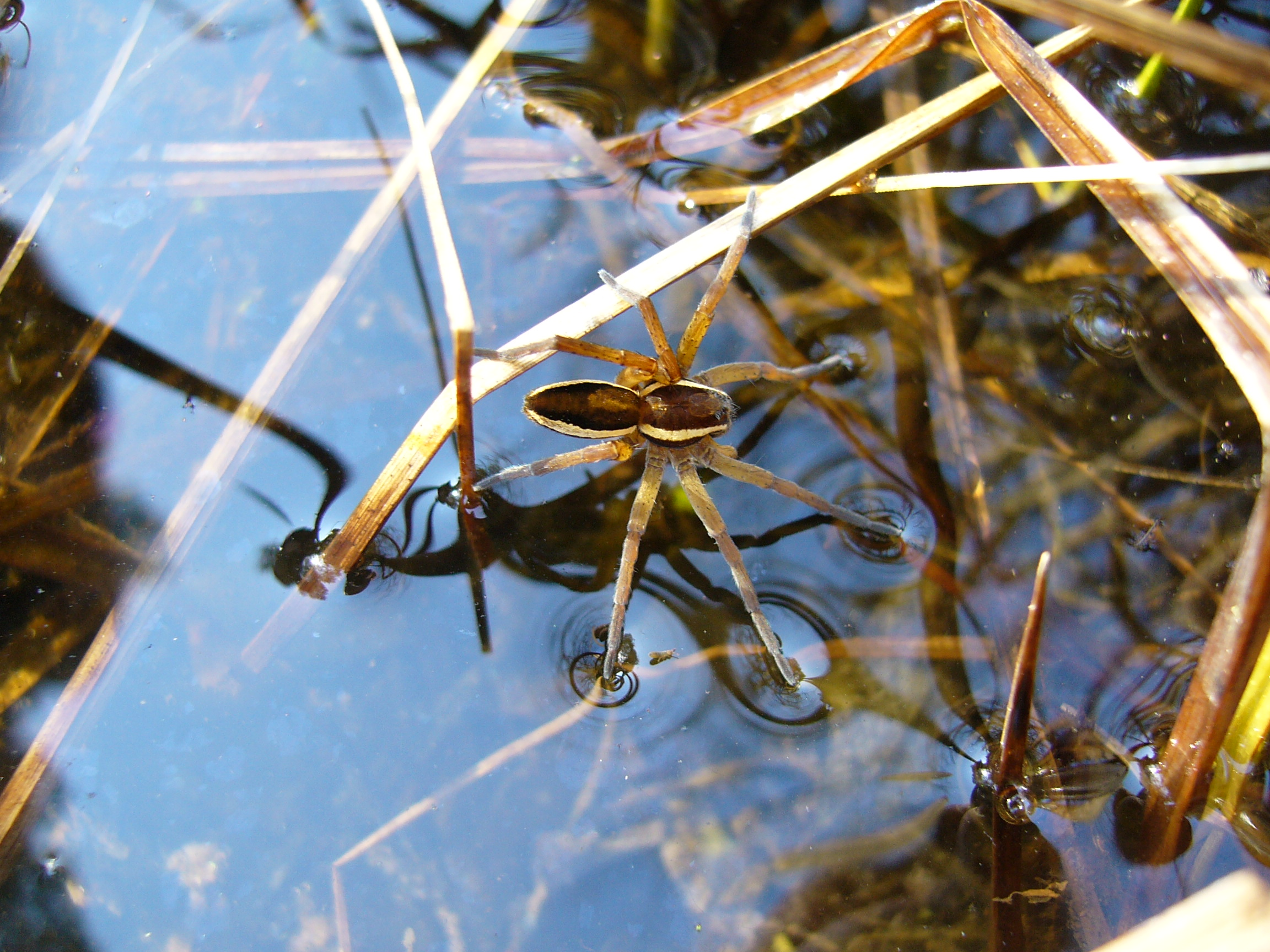
Паук каёмчатый охотник (Dolomedes fimbriatus) способен перемещаться, скользя по поверхности воды подобно водомеркам

Паукообразные преимущественно наземные обитатели. Те или иные представители класса встречаются на суше практически повсеместно, в том числе в крайне засушливых местообитаниях. Многие клещи — паразиты животных или растений.
Представители нескольких групп клещей независимо перешли к обитанию в пресных водах, где ведут хищный либо паразитический образ жизни; семейство Halacaridae населяет морские воды. Некоторые группы пауков также вторично ассоциированы с пресными водоёмами, охотясь на поверхности (каёмчатый охотник) и в толще воды (серебрянка). Пауки из рода Desis населяют приливно-отливную зону моря, во время прилива прячась в заполненных воздухом полостях, например, пустых раковинах морских желудей.

## Питание
Паукообразные почти исключительно хищники, только некоторые клещи и пауки-скакуны питаются растительными веществами. Они питаются главным образом насекомыми и другими мелкими членистоногими. Пойманную добычу паук хватает ногощупальцами, прокусывает крючковидными челюстями, впрыскивает в ранку яд и пищеварительный сок. Примерно через час паук высасывает при помощи сосательного желудка все содержимое добычи, от которой остаётся только хитиновая оболочка. Такое пищеварение называется внекишечным.

## Распространение
Паукообразные распространены повсеместно.
Представители этого класса — одни из древнейших наземных животных, известные с силурийского периода.
Ныне некоторые отряды распространены исключительно в тропических и субтропических поясах, например жгутоногие. Скорпионы же и бихорхи обитают также в умеренном поясе, пауки, сенокосцы и клещи в значительном количестве встречаются и в полярных странах.
По данным арахнолога К. Г. Михайлова (2016) в мировой фауне известно более 113 тыс. описанных видов паукообразных (14 отрядов), из которых около 54 тыс. это клещи (4 отряда), 44 тыс. — пауки, 6534 сенокосцы. В фауне России и бывших республик СССР в сумме 3340 видов пауков, в том числе в России — 2366 видов (Украина — 1008, Казахстан — 966, Азербайджан — 663, Грузия — 520, Эстония — 511); Кавказ — 987, Крым — 520, Сахалин — 363, Урал — 799 видов пауков.

## Классификация и филогения

### Происхождение
В настоящее время родство между паукообразными и мечехвостами подтверждено морфологическими и молекулярно-биологическими данными. Сходство с насекомыми в строении органов выделения (мальпигиевых сосудов) и дыхания (трахей) признано конвергентным.

### Современные группы
Современных представителей класса (около 100 тысяч видов) традиционно подразделяют на 11 отрядов. Главные разночтения касаются статуса отряда клещей (Acari), который в середине XX века советский акаролог А. А. Захваткин предложил разделить на три самостоятельных отряда: акариформных, паразитиформных и клещей-сенокосцев. Эту точку зрения в настоящее время разделяют многие ведущие акарологи.

### Вымершие группы
Среди вымерших отрядов паукообразных такие группы как †Haptopoda, †Phalangiotarbida, †Trigonotarbida, †Uraraneida. Одна из вымерших паукообразных — антракомарты (Anthracomartidae из отряда Trigonotarbida), представители которых имели, подобно сенокосцам, расчлененное 4-9-члениковое брюшко и хорошо обособленную головогрудь, напоминая этим фринов, но отличались от них педипальпами, лишёнными коготков; остатки их найдены только в каменноугольных отложениях.
Из карбона известен единственный вид из вымершего отряда Haptopoda.
| Отряд                                  | Число видов (Михайлов К. Г., 2016) | Синонимы                  |
| -------------------------------------- | ---------------------------------- | ------------------------- |
| пауки (Araneae)                        | 44 906                             |                           |
| акариформные клещи́ (Acariformes)       | 41 939                             |                           |
| паразитиформные клещи́ (Parasitiformes) | 12 311                             |                           |
| сенокосцы (Opiliones)                  | 6 534                              |                           |
| ложноскорпионы (Pseudoscorpionida)     | 3 533                              |                           |
| скорпионы (Scorpiones)                 | 2 126                              |                           |
| фаланги (Solifugae)                    | 1 113                              | бихорки, сольпуги         |
| шизомиды (Schizomida)                  | 267                                | схизопельтидии, тартариды |
| фрины (Amblypygi)                      | 163                                | жгутоногие                |
| телифоны (Thelyphonida)                | 110                                |                           |
| щупальцеходные (Palpigradi)            | 87                                 | кенении                   |
| рицинулеи (Ricinulei)                  | 61                                 |                           |
| клещи-сенокосцы (Opilioacariformes)    | 35                                 |                           |
| клещи-голотириды (Holothyrida)         | 27                                 |                           |